# Yubin
Bae Yu-bin (koreanisch 배유빈, geboren am 9. September 1997 in Chuncheon, Provinz Gangwon-do), besser bekannt unter ihrem aktuellen Künstlernamen Yubin (koreanisch 유빈), ist eine südkoreanische Sängerin, Schauspielerin, Entertainerin, Model und Moderatorin. Sie ist Mitglied der südkoreanischen Girlgroup Oh My Girl.

## Biografie

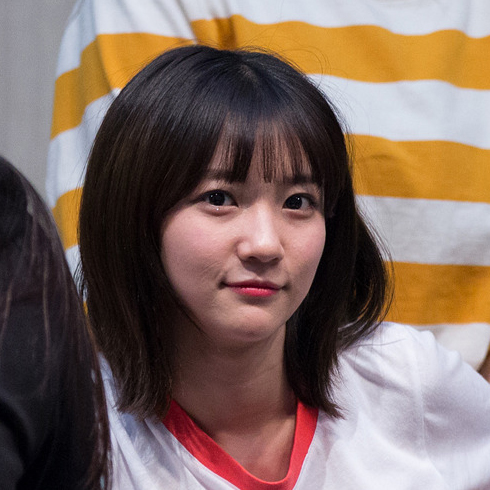
Yubin im Mai 2016

Yubin wurde in Südkorea geboren. Ihr Vorname Yu-bin bedeutet „brillanter Mensch“. Sie hat einen älteren Bruder und eine ältere Schwester, Bae Yoo-Ah.
Yubin besuchte die Bongui Girls’ Middle School und die Chuncheon Girls‘ High School in Chuncheon. Als Yubin in der zweiten oder dritten Grundschulklasse war, wurde sie entdeckt und studierte kurz Schauspiel. Yubin erhielt ihre Ausbildung als Trainee bei Woollim Entertainment und war Model bei YG Entertainment, bevor sie am 1. Januar 2015 zu WM Entertainment kam. Am 4. Februar 2016 absolvierte Yubin die Korea Art High School (Abteilung für Theater und Film) in Seoul.

### Karriere als Sängerin
Am 20. April 2015 debütierte Yubin unter ihrem damaligen Künstlernamen Binnie (koreanisch 비니) als Mitglied von Oh My Girl. Am 2. April 2018 debütierte sie mit der Untergruppe von Oh My Girl, Oh My Girl Banhana.
Am 29. Juni 2021 wurde der Song I Love You Teacher (OST zur Netflix-Serie Racket Boys) veröffentlicht. Dieser Titel wird gemeinsam von Yubin, Hyojung und Mimi gesungen. Im August 2021 wurden Yubins Musikvideos mit den Coverversionen Gather My Tears (von Seo Jiwon) und Don’t Know You (von Heize) auf YouTube veröffentlicht. Am 9. September 2021 wurde ein weiteres Cover-Musikvideo mit Yubin eingestellt, Why (von Taeyeon).
WM Entertainment gab am 19. Januar 2022 bekannt, dass Bae Yu-bin ihren seit dem Debüt bestehenden Künstlernamen Binnie zur direkten Verwendung ihres echten Vornamens in Yubin ändert.
Am 1. Dezember 2023 wurde auf YouTube das Musikvideo A Cup of Latte veröffentlicht. Dieses Musikvideo ist ein Song mit Yubin und Hyojung von Oh My Girl sowie Lee Jun-hyuk von Mirae.
Das Musikvideo mit der Coverversion Breath (von S.M. The Ballad) erschien am 22. Januar 2025 auf YouTube. Dieses Musikvideo ist ein Song gemeinsam mit Hyojin von ONF. Am 14. März 2025 erschien auf YouTube das Musikvideo mit der Coverversion The Dinner Song (von der japanischen Sängerin Tuki).

### Karriere als Schauspielerin
Yubin begann als Kinderdarstellerin im Jahr 2008 in der MBC Fernsehserie I Love You, Don’t Cry (Don‘t Cry My Love) und hatte mehrere Nebenrollen in diversen K-Dramen.
Am 25. November 2019 wurde veröffentlicht, dass Yubin für Living with Ghosts gecastet wurde.
Ab dem 20. April 2020 wurde auf KBS das K-Drama Turtle Channel gesendet, in dem Yubin in einer Nebenrolle gemeinsam mit Seunghee auftrat. Am 8. Juni 2020 wurde bekannt gegeben, dass Yubin mit der Hauptrolle in der Webserie Sometoon 2020 besetzt ist.

### Karriere als Entertainerin
Im August 2021 nahm Yubin gemeinsam mit Hyojung an der TV-Show „Wheeling Camp Season 2“ von tvN teil.
Vom 18. März bis 22. Juni 2025 war das argentinische immersive Theater Fuerza Bruta Aven in Seoul zu Gast. Die Veranstaltungen fanden im FB Theater im Seongsu Arts Center in Seoul statt. Yubin hatte als Special Guest vom 3. Mai bis 5. Juni acht Auftritte bei dieser Veranstaltung.

### Karriere als Model
Yubin wurde als Model für Fotoserien in folgenden Magazinen gebucht:
- Ray (japanisches Mädchen-Magazin), Dezemberausgabe 2019 (gemeinsam mit Arin)[31]
- Marie Claire (französische Frauenzeitschrift), Novemberausgabe 2020 (gemeinsam mit Seunghee)[32][33]
- Singles (südkoreanisches Lifestyle-Magazin), Ausgabe April 2025 (mit Interview, mit Oh My Girl)[34]

### Karriere als Moderatorin
Am 14. September 2022 gab KBS bekannt, dass Yubin ab dem 16. September in der Fernsehshow Issue with Teacher PICK auftreten wird. Diese Show wird wöchentlich am Sonntag ausgestrahlt.
KBS2 bestätigte am 25. September 2024, dass Yubin als MC für die Fernsehshow Legendary Cook ausgewählt wurde. Yubin moderierte diese Show gemeinsam mit der Komikerin Kim Jun-hyun. Beginnend mit dem 1. Oktober wurde die Show wöchentlich am Dienstag um 20:30 Uhr KST gesendet. Die letzte Folge wurde am 5. November 2024 ausgestrahlt.

## Diskografie

### Musikvideos
- 2021: Gather My Tears
- 2021: Don’t Know You
- 2021: Why
- 2023: A Cup of Latte
- 2025: Breath
- 2025: The Dinner Song

## Filmografie
Serien
- 2008: I Love You, Don’t Cry
- 2008: Beethoven Virus
- 2010: More Charming by the Day
- 2010: Sungkyunkwan Scandal
- 2014: High School: Love On
- 2017: Viva Ensemble
- 2020: Turtle Channel
- 2020: Living With a Ghost (Nebenrolle: Yeong Bin)[37]
- 2020: Sometoon 2020 (Hauptrolle: Seo Ye-jin)[38]
- 2021: Time to Remember (Hauptrolle: Do Hae-soo)[39]
- 2021: Wheeling Camp Season 2